# Rio Mauá
O rio Mauá é um curso de água do estado do Rio Grande do Sul. Ele é afluente do rio Caí, que compõe a bacia hodográfica do rio Caí.